# Mysterascidia symmetrica
Mysterascidia symmetrica är en sjöpungsart som beskrevs av Monniot 1981. Mysterascidia symmetrica ingår i släktet Mysterascidia, ordningen Enterogona, klassen sjöpungar, subfylumet manteldjur, fylumet ryggsträngsdjur och riket djur.
Artens utbredningsområde är Södra Ishavet. Inga underarter finns listade i Catalogue of Life.